# Tarin
Tarin (arab. تارين) – miejscowość w Syrii, w muhafazie Hims. W 2004 roku liczyła 1585 mieszkańców.